# Kalendarium wojny na Pacyfiku

## 1937-1945
Druga wojna chińsko-japońska

## 1941
- 7 grudnia 1941 – Japończycy zbombardowali Pearl Harbor na Hawajach, zaatakowali także: Filipiny, Wake, Guam, Malaje, Tajlandię oraz Midway.
- 8 grudnia 1941 – Wielka Brytania i Stany Zjednoczone wypowiedziały wojnę Japonii. Japończycy wkroczyli do Tajlandii oraz na obszar graniczący z Singapurem.
- 10 grudnia 1941 – Japończycy zaatakowali Filipiny i zajęli Guam.
- 11 grudnia 1941 – Japończycy wkroczyli do Birmy.
- 15 grudnia 1941 – Pierwszy japoński statek handlowy został zatopiony przez amerykański okręt podwodny.
- 16 grudnia 1941 – Japończycy zaatakowali brytyjską część Borneo.
- 18 grudnia 1941 – Japończycy zaatakowali Hongkong.
- 22 grudnia 1941 – Japończycy wylądowali na Luzonie (Filipiny).
- 23 grudnia 1941 – Gen. Douglas MacArthur rozpoczął odwrót z Manili do Bataan. Japończycy zajęli Wyspę Wake.
- 25 grudnia 1941 – Brytyjczycy poddali Hongkong.
- 26 grudnia 1941 – Manila została ogłoszona miastem otwartym.
- 27 grudnia 1941 – Japończycy zbombardowali Manilę.

## 1942
- 2 stycznia 1942 – Manila i amerykańska baza morska w Cavite zostały zajęte przez armię japońską.
- 7 stycznia 1942 – Japończycy zaatakowali Bataan na Filipinach.
- 11 stycznia 1942 – Japończycy uderzyli na Holenderskie Indie Wschodnie i na holenderskie Borneo.
- 16 stycznia 1942 – Armia japońska posunęła się naprzód w Birmie.
- 18 stycznia 1942 – W Berlinie doszło do podpisania japońsko-niemiecko-włoskiego porozumienia wojskowego.
- 19 stycznia 1942 – Japończycy zajęli północne Borneo.
- 23 stycznia 1942 – Japończycy zajęli Rabaul na Wyspie Nowa Brytania oraz wylądowali na Bougainville – największej wyspie w archipelagu Wysp Salomona.
- 27 stycznia 1942 – Pierwszy okręt japoński został zatopiony w wyniku ataku amerykańskiego okrętu podwodnego.
- 30 stycznia/31 stycznia 1942 – Brytyjczycy wycofali się do Singapuru, zaczęło się oblężenie miasta.
- 31 stycznia 1942 – Japończycy wysadzili desant na wyspie Ambon w archipelagu Moluki; początek czterodniowej bitwy.
- 1 lutego 1942 – Pierwsza amerykańska ofensywa – samoloty z lotniskowców „Yorktown” i „Enterprise” wykonały naloty na japońskie bazy na wyspach Gilberta i Marshalla.
- 2 lutego 1942 – Japończycy wylądowali na Jawie w Holenderskich Indiach Wschodnich.
- 4 lutego 1942 – na plantacjach Tol i Waitavalo na Nowej Brytanii japońscy żołnierze zamordowali około 160 australijskich jeńców wojennych.
- 5 lutego 1942 – w rejonie lotniska Laha na Ambonie japońscy żołnierze i marynarze przeprowadzili pierwszą masową egzekucję australijskich i holenderskich jeńców.
- 8 lutego/9 lutego 1942 – Japończycy zaatakowali Singapur.
- 14 lutego 1942 – Armia japońska uderzyła na Sumatrę w Holenderskich Indiach Wschodnich.
- 15 lutego 1942 – Brytyjczycy poddali Singapur.
- 16 lutego 1942 – na wyspie Bangka japońscy żołnierze zamordowali około 80 rozbitków z alianckich statków, wśród nich 21 australijskich pielęgniarek.
- 18 lutego 1942 – Japończycy rozpoczęli masowe aresztowania i egzekucje członków chińskiej diaspory w Singapurze.
- 19 lutego 1942 – Największy nalot japoński od czasów Pearl Harbor – Japończycy zbombardowali Darwin w północnej Australii oraz wkroczyli na Bali.
- 22 lutego 1942 – Prezydent Franklin D. Roosevelt wydał MacArthurowi rozkaz wycofania się z Filipin.
- 23 lutego 1942 – Pierwszy japoński atak na kontynentalne terytorium Stanów Zjednoczonych – japoński okręt podwodny ostrzelał rafinerię niedaleko Santa Barbara w Kalifornii.
- 24 lutego 1942 – Lotniskowiec „Enterprise” zaatakował Japończyków na Wyspie Wake.
- 26 lutego 1942 – Pierwszy amerykański lotniskowiec („Langley”) został zatopiony przez japońskie bombowce.
- 27 lutego – 1 marca – Japończycy zwyciężyli w bitwie morskiej na Morzu Jawajskim, największy amerykański okręt na Dalekim Wschodzie – „Houston” został zatopiony.
- 4 marca 1942 – Dwie japońskie łodzie latające zbombardowały Pearl Harbor; „Enterprise” zaatakował Wyspę Marcus leżącą 1600 km od Japonii.
- 7 marca 1942 – Brytyjczycy ewakuowali Rangun w Birmie, Japończycy zaatakowali Salamaua i Lae na Nowej Gwinei.
- 8 marca 1942 – Holendrzy na Jawie poddali się armii japońskiej.
- 11 marca 1942 – Gen. MacArthur opuścił Corregidor i poleciał do Australii. Gen. Jonathan Wainwright został nowym dowódcą amerykańskich sił na Filipinach.
- 18 marca 1942 – Gen. MacArthur został mianowany przez prezydenta Roosevelta dowódcą oddziałów na Południowo-Zachodnim Pacyfiku.
- 18 marca 1942 – Powołana została War Relocation Authority (Wojskowa Komisja ds. Przesiedlenia), która nakazała odizolowanie 127 tys. amerykańskich Japończyków i umieszczenie ich w specjalnych obozach. Mimo tego prawie 17 tys. Amerykanów japońskiego pochodzenia zgłosiło się do armii.
- 23 marca 1942 – Japończycy uderzyli na Wyspy Andamańskie w Zatoce Bengalskiej.
- 24 marca 1942 – Admirał Chester Nimitz został mianowany głównodowodzącym armii amerykańskiej na Pacyfiku.
- 3 kwietnia 1942 – Japończycy zaatakowali jednostki amerykańskie i filipińskie na Bataanie.
- 6 kwietnia 1942 – Pierwsze oddziały amerykańskie przybyły do Australii.
- 9 kwietnia 1942 – Amerykanie ogłosili bezwarunkową kapitulację na Bataan.
- 10 kwietnia 1942 – 5 tys. Amerykanów zginęło po poddaniu się na Bataanie podczas marszu do nowego obozu jenieckiego pod palącym słońcem, bez jedzenia i bez wody.
- 18 kwietnia 1942 – Amerykański nalot Doolittle’a wykonany przez bombowce B-25 nad Tokio z pokładu lotniskowca „Hornet” podniósł morale żołnierzy alianckich.
- 29 kwietnia 1942 – Japończycy zajęli środkową Birmę.
- 1 maja 1942 – Armia japońska rozpoczęła okupację Mandalay w Birmie.
- 3 maja 1942 – Japończycy zajęli Tualgi na Wyspach Salomona.
- 5 maja 1942 – Japończycy rozpoczęli przygotowania do zajęcia Wysp Aleuckich i Midway.
- 6 maja 1942 – Japończycy objęli w posiadanie Corregidor po tym, jak gen. Wainwright poddał się bezwarunkowo i nakazał wszystkim oddziałom amerykańskim na Filipinach złożenie broni.
- 7 maja/8 maja 1942 – Bitwa na Morzu Koralowym – żadna ze stron nie odniosła zwycięstwa, było to pierwsze starcie flot, w którym przeciwnicy nie widzieli się, a walczyły samoloty pokładowe.
- 12 maja 1942 – Ostatnie oddziały amerykańskie na Filipinach poddały się na Mindanao.
- 20 maja 1942 – Japończycy zajęli prawie całą Birmę i dochodzą do Indii.
- 4 czerwca/5 czerwca 1942 – Punkt zwrotny w całej wojnie – bitwa pod Midway, w czasie której Amerykanie zniszczyli cztery lotniskowce japońskie – trzon uderzeniowej floty cesarskiej. Amerykanie stracili lotniskowiec „Yorktown”.
- 7 czerwca 1942 – Japończycy zaatakowali Wyspy Aleuckie.
- 9 czerwca 1942 – Dowództwo japońskie odłożyło na później plany zdobycia Midway.
- 1 lipca 1942 – Amerykański okręt podwodny USS „Sturgeon” zatopił na północ od Luzonu japoński statek „Montevideo Maru”, przewożący australijskich jeńców pojmanych w czasie bitwy o Rabaul. Spośród 1142 osób na pokładzie uratowano jedynie 17 członków japońskiej załogi.
- 19 lipca 1942 – pierwsi australijscy jeńcy zostali osadzeni w japońskim obozie jenieckim w Sandakanie na Borneo Północnym.
- 21 lipca 1942 – Japończycy wylądowali w pobliżu Gony na Nowej Gwinei.
- 7 sierpnia 1942 – Pierwsza amerykańska operacja desantowa na Pacyfiku, marines wylądowali na Tulagi i Gudalcanal na Wyspach Salomona.
- 8 sierpnia 1942 – Amerykanie zajęli niedokończone lotnisko na Gudalcanal i zmienili jego nazwę na Henderson Airfield.
- 8 sierpnia/9 sierpnia 1942 – Porażka amerykańskiej floty w bitwie niedaleko Wyspy Savo, Japończycy w sile ośmiu okrętów w ciągu jednej godziny zatopili 3 ciężkie krążowniki, jeden krążownik australijski i jeden amerykański niszczyciel. Zginęło 1,5 tys. alianckich marynarzy.
- 17 sierpnia 1942 – Grupa 122 marines przewieziona przez okręt podwodny wylądowała na Atolu Makin na Wyspach Gilberta.
- 21 sierpnia 1942 – Oddziały amerykańskie odparły pierwszy atak japoński na Guadalcanal.
- 24 sierpnia 1942 – Amerykańskie i japońskie lotniskowce spotkały się w Bitwie koło Wschodnich Wysp Salomona. Żadna ze stron nie odniosła zwycięstwa, ale Japończycy stracili wielu doświadczonych pilotów.
- 29 sierpnia 1942 – Czerwony Krzyż poinformował, iż Japończycy odmówili przepuszczenia statków z lekarstwami dla alianckich jeńców.
- 30 sierpnia 1942 – Amerykanie zaatakowali wyspę Adak (Wyspy Aleuckie).
- 9 września/10 września 1942 – Japońskie samoloty startujące z pokładów łodzi podwodnych zrzuciły bomby w stanie Oregon (bombardowanie nie wyrządziło żadnych szkód, wszystkie bomby spadły na okoliczne lasy).
- 12 września – 14 września 1942 – Bitwa pod Bloody Ridge na Guadalcanal.
- 15 września 1942 – Atak japońskiej łodzi podwodnej niedaleko wysp Salomona, zatopiony został lotniskowiec „Wasp” oraz niszczyciel, a uszkodzony został pancernik „North Carolina”.
- 27 września 1942 – Brytyjska ofensywa w Birmie.
- 2 października 1942 – na Morzu Południowochińskim zatonął japoński statek „Lisbon Maru”, storpedowany dzień wcześniej przez amerykański okręt podwodny USS „Grouper”. Zginęło ponad 800 brytyjskich jeńców wojennych.
- 11 października/12 października 1942 – Amerykańskie krążowniki i niszczyciele pokonały japoński zespół uderzeniowy w bitwie koło Przylądka Esperance (niedaleko Guadalcanal).
- 13 października 1942 – Lądowanie Amerykanów na Guadalcanal (164 Regiment piechoty).
- 14 października/15 października 1942 – Japończycy ostrzelali w nocy lotnisko Henderson Airfield, a później wysłali oddziały desantowe.
- 15 października – 17 października 1942 – Ponowne bombardowanie Henderson Airfield.
- 18 października 1942 – Wiceadmirał William F. Halsey został mianowany nowym dowódcą w rejonie Południowego Pacyfiku, miał też odpowiadać za przeprowadzenie kampanii na Wyspach Salomona i na Nowej Gwinei.
- 26 października 1942 – W wyniku bitwy pod Santa Cruz Amerykanie stracili lotniskowiec „Hornet”.
- 23 listopada/24 listopada 1942 – Ponowne bombardowanie Darwin przez Japończyków.
- 25 listopada 1942 – do portu Moji zawinęły japońskie piekielne statki „Dainichi Maru” i „Singapore Maru”. Podczas 26-dniowego rejsu z Singapuru w ich ładowniach zmarło 140 alianckich jeńców wojennych.
- 30 listopada 1942 – Bitwa pod Tassafarongą u wybrzeży Guadalcanalu.
- 2 grudnia 1942 – Enrico Fermi przeprowadził na Uniwersytecie w Chicago pierwszą reakcję łańcuchową.
- 20 grudnia – 24 grudnia 1942 – japońskie naloty na Kalkutę w Indiach.
- 31 grudnia 1942 – Cesarz Hirohito pozwolił swoim oddziałom na wycofanie się z wyspy Guadalcanal po sześciu miesiącach krwawych walk.

## 1943
- 2 stycznia 1943 – Alianci zajęli Bunę na Nowej Gwinei.
- 15 stycznia 1944 – japoński statek „Nichimei Maru” został zatopiony przez amerykańskie lotnictwo w zatoce Martaban. Zginęło 102 Japończyków i 40 holenderskich jeńców wojennych.
- 22 stycznia 1943 – Japończycy ponieśli porażkę pod Sananandą na Nowej Gwinei.
- 1 lutego 1943 – Japończycy rozpoczęli ewakuację swojego garnizonu z Guadalacanal.
- 8 lutego 1943 – Indyjsko-brytyjskie jednostki rozpoczęły działania dywersyjne i partyzanckie przeciwko armii japońskiej w Birmie.
- 9 lutego 1943 – Koniec japońskiego oporu na Guadalcanal.
- 2 marca – 4 marca 1943 – Amerykanie i Australijczycy w bitwie na Morzu Bismarcka zbombardowali japoński konwój, Japończycy ponieśli duże straty (8 niszczycieli i 4 transportowce).
- 18 marca – na pokładzie niszczyciela „Akikaze” japońscy marynarze zamordowali około 60 osób cywilnych, w tym kilkudziesięciu niemieckich misjonarzy.
- 18 kwietnia 1943 – Amerykański wywiad uzyskał informacje (dzięki odszyfrowaniu japońskiego kodu), że admirał Isoroku Yamamoto będzie leciał bombowcem niedaleko Bougainville na wyspach Salomona. 18 amerykańskich myśliwców Lockheed P-38 Lightning zestrzeliło samolot, w którym zginął Yamamoto.
- 21 kwietnia 1943 – Prezydent Roosevelt ogłosił, że Japończycy stracili kilku lotników pojmanych w czasie nalotu Doolittle’a.
- 22 kwietnia 1943 – Japonia ogłosiła, że schwytani alianccy lotnicy otrzymali „bilet w jedną stronę do piekła”.
- 4 maja 1943 – utworzenie obozu jenieckiego na wyspie Haruku w archipelagu Moluki. W ciągu 15 miesięcy zmarło 1021 spośród 2071 osadzonych w nim brytyjskich i holenderskich jeńców.
- 10 maja 1943 – Amerykanie wylądowali na Attu na Wyspach Aleuckich.
- 14 maja 1943 – Japoński okręt podwodny zatopił australijski statek szpitalny „Centaur”, zginęło 299 ludzi.
- 20 maja 1943 – japoński krążownik pomocniczy „Bangkok Maru” został zatopiony w pobliżu atolu Jaluit przez amerykański okręt podwodny USS „Pollack”. Zginęło 502 pasażerów i członków załogi.
- 29 maja 1943 – W samobójczym japońskim ataku na wyspie Attu prawie 3 tys. żołnierzy rzuciło się na Amerykanów w walce na bagnety (tzw. atak banzai), tylko 28 Japończyków zostało wziętych do niewoli.
- 31 maja 1943 – Japończycy stracili Wyspy Aleuckie po tym, jak Amerykanie opanowali wyspę Attu.
- 1 czerwca 1943 – Amerykańskie okręty podwodne rozpoczęły wzmożoną działalność w okolicach głównych wysp japońskich przeciwko marynarce handlowej dowożącej zaopatrzenie.
- 8 czerwca 1943 – japoński statek „Thames Maru” przywiózł na wyspę Babeldaob w archipelagu Palau około 2 tys. indyjskich jeńców wojennych i azjatyckich robotników przymusowych. W trakcie 34-dniowego rejsu zmarło około 200 jeńców i robotników.
- 21 czerwca 1943 – Alianci poczynili postępy na Nowej Georgii w archipelagu Wysp Salomona.
- 1 lipca 1943 – prawdopodobnie tego dnia ostatni brytyjscy jeńcy – członkowie 600 Gunners Party zostali zamordowani przez Japończyków na Balalae na wyspach Shortland.
- 8 lipca 1943 – Bombowce B-24 Liberator lecąc z Midway zbombardowały Japończyków na Wyspie Wake.
- 6 sierpnia/7 sierpnia 1943 – Bitwa w zatoce Vella koło Wysp Salomona.
- 15 sierpnia 1943 – Odwrót Japończyków z Aleutów.
- 25 sierpnia 1943 – Alianci zdobyli całą wyspę Nowa Georgia.
- 4 września 1943 – Japończycy stracili Lae-Salamueę na Nowej Gwinei.
- 7 października 1943 – japońska marynarka wojenna dokonała egzekucji na 97 jeńcach amerykańskich na atolu Wake.
- 8 października 1943 – w Cieśninie Luzon amerykański okręt podwodny USS „Gurnard” zatopił japoński statek „Dainichi Maru”; zginęło 2057 japońskich żołnierzy i marynarzy.
- 26 października 1943 – Cesarz Hirohito przyznał, iż sytuacja kraju jest „bardzo ciężka”.
- 1 listopada 1943 – Amerykańska piechota morska wylądowała na Bougainville w archipelagu Wysp Salomona.
- 2 listopada 1943 – Bitwa w Zatoce Cesarzowej Augusty.
- 20 listopada 1943 – Amerykanie zaatakowali Makin i Tarawę na Wyspach Gilberta.
- 23 listopada 1943 – Japoński opór na Tarawie i Makinie wygasa.
- 29 listopada 1943 – japoński statek „Suez Maru” został zatopiony na Morzu Jawajskim przez amerykański okręt podwodny USS „Bonefish”. Przewoził około 550 alianckich jeńców, spośród których wszyscy zatonęli lub zostali wymordowani przez załogę japońskiego trałowca.
- 9 grudnia 1943 – w Jesselton na Borneo Północnym wybuchło antyjapońskie powstanie.
- 15 grudnia 1943 – Armia amerykańska wylądowała na Półwyspie Arawe na Wyspie Nowa Brytania w Archipelagu Bismarcka.
- 26 grudnia 1943 – Kolejne desanty na Nowej Brytanii (1 Dywizja Piechoty Morskiej ląduje na Przylądku Gloucester).

## 1944
- 9 stycznia 1944 – Oddziały brytyjskie i hinduskie zajęły Maungdaw w Birmie.
- 21 stycznia 1944 – japoński statek „Ikoma Maru”, przewożący 611 indyjskich jeńców wojennych, został zatopiony przez amerykański okręt podwodny USS „Seahorse”. Zginęło 418 jeńców.
- 31 stycznia 1944 – Amerykanie uderzyli na Kwajalein (Wyspy Marshalla).
- 1 lutego – 7 lutego 1944 – Kwajalein i Majura zajęte przez marines.
- 17 lutego/18 lutego 1944 – Samoloty startujące z lotniskowców zniszczyły japońską bazę morską na Wyspie Truk (Karoliny).
- 20 lutego 1944 – Samoloty amerykańskie zbombardowały japońską bazę w Rabaul.
- 23 lutego 1944 – Samoloty z lotniskowców zaatakowały Japończyków na Wyspach Mariańskich.
- 24 lutego 1944 – Tzw. Merrill’s Marauders (specjalne grupy dywersyjne) rozpoczęły działania w północnej Birmie.
- 25 lutego 1944 – japońskie statki „Tango Maru” i „Ryūsei Maru” zostały zatopione na Morzu Balijskim przez amerykański okręt podwodny USS „Rasher”. Wraz z nimi zginęło blisko 8 tys. pasażerów: japońskich żołnierzy, alianckich jeńców wojennych oraz robotników przymusowych z Jawy.
- 4 marca – 5 marca – z obozu przy Tunnel Hill Road na Nowej Brytanii funkcjonariusze Kempeitai zabrali co najmniej 31 amerykańskich i australijskich jeńców. Po wywiezionych ślad zaginął.
- 5 marca 1944 – Grupa gen. Wingate’a rozpoczęła operację za japońskimi liniami w Birmie.
- 15 marca 1944 – Japońska ofensywa w kierunku Imphalu i Kohimy.
- 17 marca – na nadbrzeżu portu w Kaviengu na Nowej Irlandii japońscy żołnierze zamordowali co najmniej 32 cywilów europejskiego pochodzenia.
- 17 kwietnia 1944 – Ostatnia ofensywa armii cesarskiej w Chinach, Japończycy próbowali zniszczyć amerykańskie bazy lotnicze we wschodnich Chinach.
- 22 kwietnia 1944 – Alianci uderzyli na Aitape i Hollandię na Nowej Gwinei.
- 27 maja 1944 – Alianci zaatakowali Wyspę Biak koło Nowej Gwinei.
- 5 czerwca 1944 – Pierwsza misja superfortec B-29 – 77 maszyn zbombardowało japońskie instalacje wojskowe w pobliżu Bangkoku w Tajlandii.
- 15 czerwca 1944 – Amerykańska piechota morska zaatakowała Saipan (Wyspy Mariańskie).
- 15 czerwca/16 czerwca 1944 – Pierwszy nalot na Japonię od czasu rajdu Doolittle’a (kwiecień 1942), 47 samolotów B-29 startujących z Bengalu w Indiach zbombardowało stalownię w Yawacie.
- 19 czerwca 1944 – Tzw. „Wielkie mariańskie polowanie na indyki” w czasie Bitwy na Morzu Filipińskim. Amerykańskie myśliwce zniszczyły 220 maszyn japońskich, tracąc tylko 20 własnych samolotów.
- 24 czerwca 1944 – japoński statek „Tamahoko Maru” został zatopiony w pobliżu Nagasaki przez amerykański okręt podwodny USS „Tang”, co spowodowało śmierć 560 alianckich jeńców wojennych.
- 26 czerwca 1944 – japoński statek „Harugiku Maru”, przewożący około 1200 alianckich jeńców wojennych, został zatopiony w Cieśninie Malakka przez brytyjski okręt podwodny HMS „Truculent”. Zginęło około 180 jeńców.
- 29 czerwca 1944 – japoński statek „Toyama Maru” został zatopiony na wodach archipelagu Riukiu przez amerykański okręt podwodny USS „Sturgeon”. Wraz z nim zginęło prawdopodobnie około 3,7 tys. japońskich żołnierzy i marynarzy.
- 8 lipca 1944 – Japończycy wycofali się z Imphalu.
- 19 lipca 1944 – Marines zaatakowali Guam na Marianach.
- 24 lipca 1944 – Amerykanie uderzyli na Tinian.
- 27 lipca 1944 – Guam całkowicie zdobyte przez armię amerykańską.
- 3 sierpnia 1944 – Amerykańskie i chińskie oddziały zdobyły Myitkyinę po dwumiesięcznym oblężeniu.
- 4 sierpnia 1944 – japoński statek „Koshu Maru” został zatopiony w Cieśninie Makasarskiej przez amerykański okręt podwodny USS „Ray”. Zginęły 1540 osoby, w większości robotnicy przymusowi z Jawy.
- 8 sierpnia 1944 – Amerykanie opanowali cały archipelag Wysp Mariańskich.
- 19 sierpnia 1944 – japoński okręt desantowy „Tamatsu Maru” został zatopiony na Morzu Południowochińskim przez amerykański okręt podwodny USS „Spadefish”. Wraz z okrętem zginęło 4890 japońskich żołnierzy i członków załogi.
- 7 września 1944 – japoński statek „Shin’yō Maru” został zatopiony u wybrzeży Mindanao przez amerykański okręt podwodny USS „Paddle”. Przewoził około 750 amerykańskich jeńców wojennych, spośród których 667 poniosło śmierć.
- 12 września 1944 – amerykańskie okręty podwodne rozbiły japoński konwój HI-72, zatapiając sześć statków i okrętów, w tym piekielne statki „Rakuyō Maru” i „Kachidoki Maru”, na których zginęło blisko 1,5 tys. alianckich jeńców wojennych.
- 15 września 1944 – Armia amerykańska zaatakowała Morotai i Palau.
- 18 września 1944 – japoński statek „Jun’yō Maru” został zatopiony u wybrzeży Sumatry przez brytyjski okręt podwodny HMS „Tradewind”. Zginęło około 5,6 tys. osób, w większości alianckich jeńców i robotników przymusowych z Jawy.
- 21 września 1944 – japoński statek „Hōfuku Maru”, przewożący 1289 alianckich jeńców wojennych, został zatopiony na Morzu Południowochińskim przez amerykańskie lotnictwo. Zginęło 1047 jeńców.
- 11 października 1944 – Amerykańskie naloty na Okinawę.
- 18 października 1944 – 14 bombowców B-29 z bazy na Marianach dokonało bombardowania japońskiej bazy na Truk.
- 20 października 1944 – 6 Armia amerykańska wylądowała na Leyte na Filipinach.
- 23 października – 26 października 1944 – Bitwa w zatoce Leyte zakończyła się zwycięstwem Amerykanów.
- 24 października 1944 – japoński statek „Arisan Maru”, przewożący około 1800 amerykańskich jeńców wojennych, został zatopiony na Morzu Południowochińskim przez okręt podwodny USS „Snook” lub USS „Shark”. Katastrofę przeżyło zaledwie 9 jeńców.
- 25 października 1944 – Pierwszy samobójczy atak kamikaze przeciwko amerykańskim okrętom w zatoce Leyte. Do końca wojny Japonia użyje jeszcze 2257 samolotów w takich misjach.
- 11 listopada 1944 – Iwo Jima została zbombardowana przez Amerykanów.
- 24 listopada 1944 – 24 bombowce B-29 zaatakowały fabrykę samolotów w Nakajimie niedaleko Tokio.
- 14 grudnia 1944 – w obozie jenieckim na Palawanie japońscy żołnierze zamordowali 139 amerykańskich jeńców wojennych.
- 15 grudnia 1944:
  - Amerykanie zaatakowali Mindoro na Filipinach.
  - japoński statek „Ōryoku Maru” został zatopiony przez amerykańskie lotnictwo w zatoce Subic u wybrzeży Luzonu, co spowodowało śmierć około 300 amerykańskich jeńców wojennych.
- 17 grudnia 1944 – Siły powietrzne USA rozpoczęły przygotowania do zrzucenia bomby atomowej poprzez założenie 509 Połączonej Grupy składającej się z bombowców B-29.

## 1945
- 3 stycznia 1945 – Gen. MacArthur objął dowodzenie wszystkimi siłami lądowymi, a admirał Nimitz wszystkimi siłami morskimi. Reorganizacja dowództwa przeprowadzona w celu przygotowania inwazji na Iwo Jimę, Okinawę i w końcu na samą Japonię.
- 4 stycznia 1945 – Brytyjczycy zajęli Akyab w Birmie.
- 9 stycznia 1945:
  - 6 Armia amerykańska wylądowała w zatoce Lingayen na wyspie Luzon.
  - podczas nalotu na Takao amerykańskie samoloty uszkodziły statek „Enoura Maru”, zabijając około 300 amerykańskich jeńców wojennych.
- 11 stycznia 1945 – Naloty na japońskie bazy w Indochinach.
- 28 stycznia 1945 – Tzw. „Droga Birmańska” znowu została przywrócona.
- 29 stycznia 1945 – do portu Moji zawinął japoński piekielny statek „Brazil Maru”. W czasie piętnastodniowego rejsu z Formozy zmarła blisko połowa z ponad 900 przewożonych w jego ładowniach amerykańskich jeńców.
- 3 lutego 1945 – Amerykanie zaatakowali Manilę.
- 16 lutego 1945 – Japończycy stracili Bataan na Filipinach.
- 19 lutego 1945 – Marines wylądowali na Iwo Jimie.
- 1 marca 1945 – Amerykański okręt podwodny zatopił japoński statek handlowy przewożący zaopatrzenie dla alianckich jeńców. Kapitan okrętu podwodnego został za to postawiony przed sądem wojskowym.
- 2 marca 1945 – Amerykańscy spadochroniarze odzyskali Corregidor na Filipinach.
- 3 marca 1945 – Manila została zajęta przez armię amerykańską.
- 9 marca/10 marca 1945 – Część Tokio o powierzchni 24 km² stanęła w płomieniach w wyniku bombardowań amerykańskich, w których udział wzięło 279 bombowców B-29.
- 10 marca 1945 – 8 Armia amerykańska zaatakowała na Półwyspie Zamboanga (wyspa Mindanao).
- 20 marca 1945 – Brytyjczycy oswobodzili Mandalay w Birmie.
- 27 marca 1945 – Samoloty B-29 zaminowały Cieśninę Shimonseki w celu utrudnienia ruchu statków.
- 1 kwietnia 1945 – Ostatnia operacja desantowa Amerykanów, którzy wylądowali na Okinawie (10 Armia).
- 7 kwietnia 1945 – B-29 po raz pierwszy poleciały na misję bombową nad Japonię z osłoną myśliwców P-51, które wystartowały z Iwo-Jimy. Samoloty torpedowe i bombowce z lotniskowców zatopiły jeden z największych okrętów świata – pancernik „Yamato” i kilka towarzyszących mu okrętów, które zamierzały powstrzymać amerykańskie lądowanie na Okinawie.
- 12 kwietnia 1945 – Zmarł prezydent Roosevelt, zastąpił go Harry S. Truman.
- 8 maja 1945 – Koniec wojny w Europie.
- 20 maja 1945 – Japończycy zaczęli się wycofywać z Chin.
- 25 maja 1945 – Amerykańskie połączone dowództwo zaakceptowało „Operację Olympic” – plan inwazji na Japonię, jego rozpoczęcie miało nastąpić 1 listopada 1945.
- 9 czerwca 1945 – Japoński premier Suzuki ogłosił, iż Japonia będzie walczyć do samego końca i nie ogłosi bezwarunkowej kapitulacji.
- 18 czerwca 1945 – Japończycy zostali pokonani na Mindanao (Filipiny).
- 22 czerwca 1945 – Amerykanie opanowali całą Okinawę.
- 28 czerwca 1945 – MacArthur ogłosił wyparcie Japończyków z całych Filipin.
- 5 lipca 1945 – Oficjalne wyzwolenie Filipin.
- 10 lipca 1945 – Nasilenie bombardowań Japonii.
- 14 lipca 1945 – Pierwsze ostrzelanie głównych wysp Japonii przez artylerię okrętową.
- 16 lipca 1945 – Próbny wybuch bomby atomowej zakończył się sukcesem.
- 26 lipca 1945 – Składniki bomby atomowej Little Boy zostały rozładowane na Wyspie Tinian w archipelagu Marianów.
- 29 lipca 1945 – Japoński okręt podwodny zatopił krążownik „Indianapolis”, zginęło 881 ludzi z jego załogi.
- 6 sierpnia 1945 – Zrzucenie pierwszej bomby atomowej na Hiroszimę przez B-29 pilotowane przez pułkownika Paula Tibbetsa.
- 8 sierpnia 1945 – ZSRR wypowiedział wojnę Japonii i wkroczył do Mandżurii.
- 9 sierpnia 1945 – Druga bomba atomowa została zrzucona na Nagasaki przez B-29 pilotowane przez majora Charlesa Sweeneya. Cesarz Hirohito i premier Suzuki zdecydowali się zawrzeć natychmiastowy pokój z aliantami.
- 14 sierpnia 1945 – Japończycy zgodzili się na bezwarunkową kapitulację. Gen. MacArthur został dowódcą sił okupacyjnych w Japonii.
- 16 sierpnia 1945 – Gen. Wainwright – w niewoli od 6 maja 1942 został uwolniony w Mandżurii.
- 27 sierpnia 1945 – B-29 zrzuciły zaopatrzenie dla jeńców wojennych w Chinach.
- 29 sierpnia 1945 – Sowieci zestrzelili amerykański samolot, który dokonywał zrzutów dla amerykańskich jeńców w Korei. Armia amerykańska wylądowała w pobliżu Tokio.
- 30 sierpnia 1945 – Brytyjczycy wkroczyli do Hongkongu.
- 2 września 1945 – Formalna ceremonia podpisania traktatu pokojowego na pokładzie okrętu „Missouri” w Zatoce Tokijskiej. Prezydent Truman ogłosił Dzień Zwycięstwa.
- 3 września 1945 – Ostatni Japończycy z gen. Yamashitą poddali się gen. Wainwrightowi w Baguio na Filipinach.
- 4 września 1945 – Poddały się oddziały japońskie na wyspie Wake.
- 5 września 1945 – Brytyjczycy wkroczyli do Singapuru.
- 8 września 1945 – MacArthur wjechał do Tokio.
- 9 września 1945 – Poddała się armia japońska w Korei.
- 13 września 1945 – Poddali się Japończycy w Birmie.
- 24 października 1945 – Powstała ONZ.